# Helvia Recina Volley Macerata 2022-2023
Questa voce raccoglie le informazioni riguardanti l'Helvia Recina Volley Macerata nelle competizioni ufficiali della stagione 2022-2023.

## Stagione
Nella stagione 2022-23 l'Helvia Recina Volley Macerata assume la denominazione sponsorizzata di CBF Balducci HR Macerata.
Partecipa per la prima volta alla Serie A1; chiude la regular season di campionato al quattordicesimo posto in classifica, retrocedendo in Serie A2.

## Organigramma societario
Area direttiva
- Presidente: Pietro Paolella

Area tecnica
- Allenatore: Luca Paniconi
- Allenatore in seconda: Michele Carancini

## Rosa
| N° | Nome               | Ruolo | Data di nascita   | Nazionalità sportiva |
| -- | ------------------ | ----- | ----------------- | -------------------- |
| 1  | Francesca Cosi     | C     | 27 marzo 2000     | Italia               |
| 3  | Silvia Fiori       | L     | 18 luglio 1994    | Italia               |
| 4  | Symone Abbott      | S     | 27 settembre 1996 | Stati Uniti          |
| 5  | Francesca Napodano | L     | 17 gennaio 1999   | Italia               |
| 7  | Claire Chaussee    | S     | 15 maggio 2000    | Stati Uniti          |
| 8  | Maria Irene Ricci  | P     | 17 febbraio 1996  | Italia               |
| 9  | Giorgia Quarchioni | S     | 3 aprile 1995     | Italia               |
| 11 | Akuabata Okenwa    | O     | 22 luglio 1998    | Stati Uniti          |
| 12 | Beatrice Molinaro  | C     | 15 giugno 1995    | Italia               |
| 13 | Nikol Milanova     | P     | 10 agosto 2002    | Bulgaria             |
| 14 | Alessia Fiesoli    | S     | 25 maggio 1994    | Italia               |
| 15 | Polina Malik       | O     | 18 novembre 1998  | Israele              |
| 18 | Aurora Poli        | C     | 19 novembre 1999  | Italia               |
| 19 | Freya Aelbrecht    | C     | 10 febbraio 1990  | Belgio               |
| 24 | Laura Dijkema      | P     | 18 febbraio 1990  | Paesi Bassi          |
| 77 | Aleksandra Lipska  | S     | 25 febbraio 1998  | Polonia              |

## Mercato
| Acquisti | Acquisti           | Acquisti        | Acquisti   |
| R.       | Nome               | da              | Modalità   |
| -------- | ------------------ | --------------- | ---------- |
| S        | Symone Abbott      | Thīras          | definitivo |
| C        | Freya Aelbrecht    | Olympiakos      | definitivo |
| S        | Claire Chaussee    | Louisville      | definitivo |
| P        | Laura Dijkema      | Leningradka     | definitivo |
| L        | Silvia Fiori       | Megavolley      | definitivo |
| S        | Aleksandra Lipska  | Chemik Police   | definitivo |
| P        | Nikol Milanova     | Nyíregyháza     | definitivo |
| C        | Beatrice Molinaro  | Mondovì         | definitivo |
| L        | Francesca Napodano | Savino Del Bene | definitivo |
| O        | Akuabata Okenwa    | Marsala         | definitivo |
| C        | Aurora Poli        | Sicilia         | definitivo |
| S        | Giorgia Quarchioni | Soverato        | definitivo |

| Cessioni | Cessioni              | Cessioni           | Cessioni   |
| R.       | Nome                  | a                  | Modalità   |
| -------- | --------------------- | ------------------ | ---------- |
| L        | Giulia Bresciani      | AGIL               | definitivo |
| S        | Alice Gasparroni      | Marsala            | definitivo |
| S        | Martina Ghezzi        | Assitec            | definitivo |
| C        | Melissa Martinelli    | Megavolley         | definitivo |
| S        | Francesca Michieletto | Trentino           | definitivo |
| P        | Nikol Milanova        | Istres             | definitivo |
| P        | Ilenia Peretti        | Giannino Pieralisi | definitivo |
| C        | Valeria Pizzolato     | Mondovì            | definitivo |
| O        | Federica Stroppa      | Alba               | definitivo |

## Risultati

### Serie A1

#### Girone di andata
| 1ª giornata - 23 ottobre 2022 PalaTerdoppio, Novara          | AGIL          | 3 - 0 | Helvia Recina         | 25-15, 25-10, 25-21               |
| 2ª giornata - 26 ottobre 2022 PalaFontescodella, Macerata    | Helvia Recina | 3 - 1 | Wealth Planet Perugia | 25-21, 25-17, 22-25, 25-19        |
| 3ª giornata - 30 ottobre 2022 PalaMaddalene, Chieri          | Chieri '76    | 3 - 0 | Helvia Recina         | 25-15, 25-16, 25-17               |
| 4ª giornata - 2 novembre 2022 PalaFontescodella, Macerata    | Helvia Recina | 0 - 3 | Firenze               | 11-25, 20-25, 16-25               |
| 5ª giornata - 5 novembre 2022 Arena di Monza, Monza          | Pro Victoria  | 3 - 0 | Helvia Recina         | 25-23, 25-17, 25-23               |
| 6ª giornata - 13 novembre 2022 PalaFontescodella, Macerata   | Helvia Recina | 0 - 3 | Savino Del Bene       | 18-25, 11-25, 21-25               |
| 7ª giornata - 16 novembre 2022 PalaCastagnaretta, Cuneo      | Cuneo Granda  | 3 - 0 | Helvia Recina         | 25-22, 25-16, 25-20               |
| 8ª giornata - 19 novembre 2022 PalaRadi, Cremona             | Casalmaggiore | 3 - 1 | Helvia Recina         | 25-16, 25-22, 19-25, 27-25        |
| 9ª giornata - 27 novembre 2022 PalaFontescodella, Macerata   | Helvia Recina | 3 - 2 | Bergamo 1991          | 25-18, 25-18, 19-25, 16-25, 15-13 |
| 10ª giornata - 4 dicembre 2022 PalaPiantanida, Busto Arsizio | UYBA          | 3 - 0 | Helvia Recina         | 25-20, 25-16, 33-31               |
| 11ª giornata - 11 dicembre 2022 PalaFontescodella, Macerata  | Helvia Recina | 2 - 3 | Pinerolo              | 25-23, 11-25, 25-21, 15-25, 12-15 |
| 12ª giornata - 30 novembre 2022 PalaFontescodella, Macerata  | Helvia Recina | 0 - 3 | Imoco                 | 23-25, 16-25, 11-25               |
| 13ª giornata - 26 dicembre 2022 PalaCarneroli, Urbino        | Megavolley    | 3 - 0 | Helvia Recina         | 25-16, 25-21, 25-17               |

#### Girone di ritorno
| 14ª giornata - 7 gennaio 2023 PalaFontescodella, Macerata                 | Helvia Recina         | 1 - 3 | AGIL          | 21-25, 18-25, 26-24, 18-25        |
| 15ª giornata - 14 gennaio 2023 PalaEvangelisti, Perugia                   | Wealth Planet Perugia | 3 - 2 | Helvia Recina | 25-16, 25-18, 23-25, 24-26, 15-9  |
| 16ª giornata - 22 gennaio 2023 PalaFontescodella, Macerata                | Helvia Recina         | 0 - 3 | Chieri '76    | 12-25, 18-25, 22-25               |
| 17ª giornata - 5 febbraio 2023 PalaWanny, Firenze                         | Firenze               | 3 - 0 | Helvia Recina | 25-23, 25-18, 25-23               |
| 18ª giornata - 11 febbraio 2023 PalaFontescodella, Macerata               | Helvia Recina         | 0 - 3 | Pro Victoria  | 14-25, 23-25, 21-25               |
| 19ª giornata - 18 febbraio 2023 PalaWanny, Firenze                        | Savino Del Bene       | 3 - 1 | Helvia Recina | 20-25, 25-17, 25-17, 25-21        |
| 20ª giornata - 26 febbraio 2023 PalaFontescodella, Macerata               | Helvia Recina         | 0 - 3 | Cuneo Granda  | 21-25, 17-25, 20-25               |
| 21ª giornata - 5 marzo 2023 PalaFontescodella, Macerata                   | Helvia Recina         | 1 - 3 | Casalmaggiore | 25-21, 18-25, 10-25, 17-25        |
| 22ª giornata - 12 marzo 2023 Palazzetto dello sport, Bergamo              | Bergamo 1991          | 3 - 0 | Helvia Recina | 25-20, 25-22, 25-20               |
| 23ª giornata - 19 marzo 2023 PalaFontescodella, Macerata                  | Helvia Recina         | 3 - 1 | UYBA          | 22-25, 25-20, 25-16, 26-24        |
| 24ª giornata - 26 marzo 2023 Palazzetto dello Sport, Villafranca Piemonte | Pinerolo              | 3 - 2 | Helvia Recina | 24-26, 19-25, 25-15, 25-22, 15-12 |
| 25ª giornata - 1º aprile 2023 PalaVerde, Villorba                         | Imoco                 | 3 - 0 | Helvia Recina | 25-15, 25-22, 25-21               |
| 26ª giornata - 8 aprile 2023 PalaFontescodella, Macerata                  | Helvia Recina         | 0 - 3 | Megavolley    | 22-25, 24-26, 17-25               |

## Statistiche

### Statistiche di squadra
| Competizione | Punti | In casa | In casa | In casa | In trasferta | In trasferta | In trasferta | Totale | Totale | Totale |
| Competizione | Punti | G       | V       | P       | G            | V            | P            | G      | V      | P      |
| ------------ | ----- | ------- | ------- | ------- | ------------ | ------------ | ------------ | ------ | ------ | ------ |
| Serie A1     | 11    | 13      | 3       | 10      | 13           | 0            | 13           | 26     | 3      | 23     |
| Totale       | -     | 13      | 3       | 10      | 13           | 0            | 13           | 26     | 3      | 23     |

G = partite giocate; V = partite vinte; P = partite perse

### Statistiche dei giocatori
| Giocatore     | Serie A1 | Serie A1 | Serie A1 | Serie A1 | Serie A1 | Totale | Totale | Totale | Totale | Totale |
| Giocatore     | P        | PT       | AV       | MV       | BV       | P      | PT     | AV     | MV     | BV     |
| ------------- | -------- | -------- | -------- | -------- | -------- | ------ | ------ | ------ | ------ | ------ |
| S. Abbott     | 23       | 181      | 171      | 6        | 4        | 23     | 181    | 171    | 6      | 4      |
| F. Aelbrecht  | 13       | 76       | 51       | 23       | 2        | 13     | 76     | 51     | 23     | 2      |
| C. Chaussee   | 12       | 118      | 113      | 2        | 3        | 12     | 118    | 113    | 2      | 3      |
| F. Cosi       | 26       | 129      | 73       | 41       | 15       | 26     | 129    | 73     | 41     | 15     |
| L. Dijkema    | 15       | 14       | 7        | 1        | 6        | 15     | 14     | 7      | 1      | 6      |
| A. Fiesoli    | 26       | 204      | 178      | 21       | 5        | 26     | 204    | 178    | 21     | 5      |
| S. Fiori      | 26       | 0        | 0        | 0        | 0        | 26     | 0      | 0      | 0      | 0      |
| A. Lipska     | -        | -        | -        | -        | -        | -      | -      | -      | -      | -      |
| P. Malik      | 26       | 311      | 284      | 13       | 14       | 26     | 311    | 284    | 13     | 14     |
| N. Milanova   | 10       | 4        | 3        | 0        | 1        | 10     | 4      | 3      | 0      | 1      |
| B. Molinaro   | 23       | 154      | 84       | 48       | 22       | 23     | 154    | 84     | 48     | 22     |
| F. Napodano   | 8        | 0        | 0        | 0        | 0        | 8      | 0      | 0      | 0      | 0      |
| A. Okenwa     | 18       | 42       | 34       | 5        | 3        | 18     | 42     | 34     | 5      | 3      |
| A. Poli       | 4        | 1        | 1        | 0        | 0        | 4      | 1      | 1      | 0      | 0      |
| G. Quarchioni | 14       | 2        | 1        | 0        | 1        | 14     | 2      | 1      | 0      | 1      |
| M. Ricci      | 24       | 21       | 13       | 6        | 2        | 24     | 21     | 13     | 6      | 2      |

P = presenze; PT = punti totali; AV = attacchi vincenti; MV = muri vincenti; BV = battute vincenti